# シュメール星人
『シュメール星人』（シュメールせいじん）は、ツナミノユウによる日本の漫画作品。集英社の漫画雑誌『ウルトラジャンプ』及び、ウェブコミックサイト『ウルトラジャンプエッグ』にて連載されていた。単行本は全3巻が刊行されている。

## あらすじ
2002年、アメリカ大陸に宇宙船が降り立った。その宇宙船には「シュメール星人」が乗っていた。それは有史以来初めての人類と異星人の出会いであり、世界中の人々は熱狂と興奮をもって彼らを歓迎したが、彼らの文明は地球人より20年は遅れていることが判明すると、その熱狂は冷めていき、世界各国は彼らの受け入れ先を押し付け合った。やがて数年が経ち、ようやく彼らの受け入れ先が日本に決まるも、日本政府は彼らの受け入れに先立って「駐日異文明ふれあい大使」として彼らの中の一人を留学生として日本に住まわせることを提案。シュメール星人達はこれを受け入れ、彼らの中で唯一日本語を解するシュメール星人を大使として日本に送り出す。家族のため、仲間のために、世知辛い現代日本社会を生き抜くシュメール星人の物語の始まりである。

## 登場人物
シュメール
主人公。地球に流れ着いたシュメール星人の一人。青い体を持つ。日本に適応できるかを試したい日本政府の要請で「駐日異文明ふれあい大使」に着任し、日本の砕玉県砕玉市に住んでいる。本名は日本語の発音で表せないため、市役所職員から便宜として「シュメール」と名付けられて通している。妻子持ちで、生まれたばかりの子供と妻を置いて仲間のために日本で暮らす。大使に選ばれたのは、彼が唯一日本語を解するため。世知辛い現代日本社会で頑張るも、報われないことが多い。
湯上 緋澄（ゆがみ ひずみ）
ファミリーレストランの元ウェイトレス（現在は喫茶店「シューリンガン」のアルバイト）。異常な程効率を重視するマニュアル人間で、ひたすら無愛想な接客でシュメールと壮絶な心理戦を繰り広げた。妹の弁によれば「笑うと可愛い」らしい。
曲戸 りぼん（まがりと りぼん）
現在大人気のアイドル歌手で、戦国武将のような笑い声を発するらしい。シングルの初回版にプレミアがつく程の人気を誇る反面パパラッチに付け回される事もあり、その際にシュメールの活躍（?）により助けられた事がある。性格はサッパリしたたくましさを持ち、性別問わずファンを増やしている。
木結 杏（きゆう あんず）
シュメールの隣人である女子大生。思い込みが激しく深読みしがちな性格から、シュメールに対する早とちりからちょっとした騒動に発展するケースが多い。彼女なりの思いやりが空回りした結果、彼女が好意を持っている人ほどゴタゴタに巻き込まれる。
殴田 掌子（おうた しょうこ）
露出や下着泥棒などの「その手」の犯罪者に異常な程の敵意を持つ婦警。特殊警棒で犯罪者をメッタ打ちにする過剰な行動が問題視されているが、シュメールに「レディ」と呼ばれて照れるなど、女性らしい一面もある。
迫 早子（さこ さこ）
殴田とコンビを組む婦警で、極度の面食いアイドルマニアらしい。ライブの会場で常習スリ犯を現行犯逮捕したが、公務をサボって参加した事が災いし、クビを免れる代わりに問題児である殴田を押し付けられてしまった。ちなみにこの2人の相性は悪くなかったりする。緋澄とは高校時代の同級生。
立波 勇（たつなみ いさむ）
上記した「シュメール」の名付け親である市役所職員。いいかげんな性格でトラブルになる場合が多いが、本人には反省する意思がまったくない。劇中ではすっかりシュメールと友人関係になっており、彼に対してサプライズを企画したり、アパートに遊びに行ったりもしている。大の漫画好き。
江賀尾 巌（えがお いわお）
喫茶店「シューリンガン」のダンディなマスター。常に表情が硬い為ドライに受け取られがちだが、シュメールに対して心温まるプレゼントをしたり、お笑いとゴルフが大好きであったりする。
湯上 灯音里（ゆがみ ひねり）
「シューリンガン」の看板娘で、上記した緋澄の妹。姉とはまったく正反対の人懐っこい性格とパッチリとした目が特徴。お釣りを忘れた（というよりそれどころじゃなかった）シュメールを全力疾走で追いかけるなど、お人よしな人物。

## 単行本
1. 2009年1月19日発売 ISBN 978-4088775883
2. 2009年9月18日発売 ISBN 978-4088777337
3. 2010年7月16日発売 ISBN 978-4-08-879005-3